# أسبوع الأصم العربي
أسبوع الأصم العربي هو الأسبوع الأخير من شهر أبريل/نيسان كل عام. تنظم خلاله الجمعيات والمؤسسات الخاصة برعاية الصم في الوطن العربي تظاهرة إعلامية وحقوقية للتعريف بالصمم والوقاية منه، وللتوعية بحقوق الصم وقدراتهم وشتى أنواع مشاكلهم. انطلق أسبوع الأصم العربي بناءً على توصيات المؤتمر الثاني للاتحاد العربي للهيئات العاملة مع الصم، والذي انعقد في دمشق من 24 إلى 26 أبريل/نيسان 1974 وهو نفس الأسبوع الذي اختير أسبوعا للأصم العربي من كل عام. كل عام تجتمع مؤسسات الصم العربية الحكومية والأهلية والخاصة تحت شعار وموضوع موحَّد يتم اختياره بالتنسيق مع الاتحاد.
في عام 2017 كان الموضوع للمرة الرابعة يتمركز حول أهمية لغة الإشارة، فهي اللغة الأم لذوي الإعاقة السمعية، وهو ما ذكر في اتفاقية الأمم المتحدة للأشخاص ذوي الإعاقة، والتي وافقت عليها الدول العربية، حيث أبدت اهتماما بالصم ولغاتهم الإشارية، وأكدت على الاعتراف بلغة الإشارة واستخدامها وحق الصم في الحصول على ترجمة إليها واستخدام أسلوب ثنائي اللغة في تعلمهم.